# Shiseido
Shiseido Company, Limited (株式会社資生堂, Kabushiki-kaisha shiseidō) est une société japonaise de cosmétiques fondée en 1872.

## Histoire
Dans les premières années de l'ère Meiji, à la fin du XIXe siècle, le Japon entre dans une phase d'ouverture aux cultures et à la technologie occidentales, après avoir été préservé pendant près de 200 ans des influences étrangères lors du sakoku. Le pays tente alors de combler son retard sur les grandes puissances dans de nombreux domaines comme la médecine ou la chimie. Également, certaines pratiques présentes dans la cosmétique traditionnelle japonaise, comme le noircissement des dents, tendent alors à disparaître sous la pression culturelle occidentale.
C'est dans ce contexte de modernisation du pays que Arinobu Fukuhara (en) ouvre, en 1872, la première pharmacie de style occidental du pays, dans le quartier commerçant de Ginza à Tokyo. Il la nomme « Fukuhara Shiseidō » (福原資生堂, Fukuhara Shiseidō), en référence au Yi Jing, un des classiques chinois dont les origines remontent au premier millénaire av. J.-C.
En février 2014, Shiseido vend pour 230 millions d'euros deux de ses marques Decleor et Carita à L'Oréal.
En juillet 2015, la chanteuse et actrice Lady Gaga devient égérie de la marque.
En février 2021, Shiseido annonce la vente de certaines de ses marques bon marché dont Tsubaki et Senka à CVC Capital Partners, pour 1,52 milliard de dollars.

## Marques et produits
- Beauté Prestige International développant et fabricant les branches parfumeurs de Jean Paul Gaultier (jusqu'en 2015), Issey Miyake, Narciso Rodriguez, Elie Saab (jusqu'en 2021), Zadig & Voltaire, Tory Burch, Drunk Elephant et distribuant localement les produits parfums et cosmétique Versace.
- Le parfumeur Serge Lutens.
- La marque de cosmétiques Carita revendue par la suite à L'Oréal.
- La marque d'aroma-cosmétique Decléor également cédée à L'Oréal.
- Aoyama fabrique les lunettes de la marque.
- La marque exploite depuis 2009, entre autres, le spa de l'hôtel La Mamounia à Marrakech.
- Shiseido obtient la licence pour produire et distribuer les parfums Dolce & Gabbana en 2016[9]. Le contrat s'arrête le 31 décembre 2021, Dolce & Gabbana souhaitant internaliser la production de son activité parfum et maquillage[10].
- Laura Mercier
- bareMinerals
- NARS
- Clé de peau beauté
- Gallinée
- Ulé

## Actionnaires
Liste des principaux actionnaires au 18 septembre 2021.
| Nom                                    | %      |
| Nomura Asset Management                | 5,85%  |
| Sumitomo Mitsui Trust Asset Management | 3,97%  |
| Asset Management One (en)              | 3,51%  |
| Nikko Asset Management                 | 2,74%  |
| Daiwa Asset Management                 | 2,73%  |
| Edgepoint Investment Group             | 2,68%  |
| The Vanguard Group                     | 2,43%  |
| Lindsell Train                         | 2,12%  |
| Mizuho Bank Pension Fund               | 1,75%  |
| Mizuho Financial Group                 | 1,75%  |
| Autres actionnaires                    | 68,47% |
| TOTAL                                  | 100%   |